# Cacosternum nanogularum
Espèce
Statut de conservation UICN

 LC  : Préoccupation mineure
Cacosternum nanogularum est une espèce d'amphibiens de la famille des Pyxicephalidae.

## Répartition
Cette espèce est endémique du KwaZulu-Natal en Afrique du Sud. Sa présence est incertaine au Swaziland et au Mozambique.

## Étymologie
Le nom spécifique nanogularum vient du latin nanus, nain, et de gula, la gorge, en référence aux très petits sacs vocaux de cette espèce.

## Publication originale
- Channing, Schmitz, Burger & Kielgast, 2013 : A molecular phylogeny of African Dainty Frogs, with the description of four new species (Anura: Pyxicephalidae: Cacosternum). Zootaxa, no 3701 (5), p. 518–550.